# Musikjahr 1915
Liste der Musikjahre

◄◄ | ◄ | 1911 | 1912 | 1913 | 1914 | Musikjahr 1915 | 1916 | 1917 | 1918 | 1919 | ► | ►►

Weitere Ereignisse
Dieser Artikel behandelt das Musikjahr 1915.

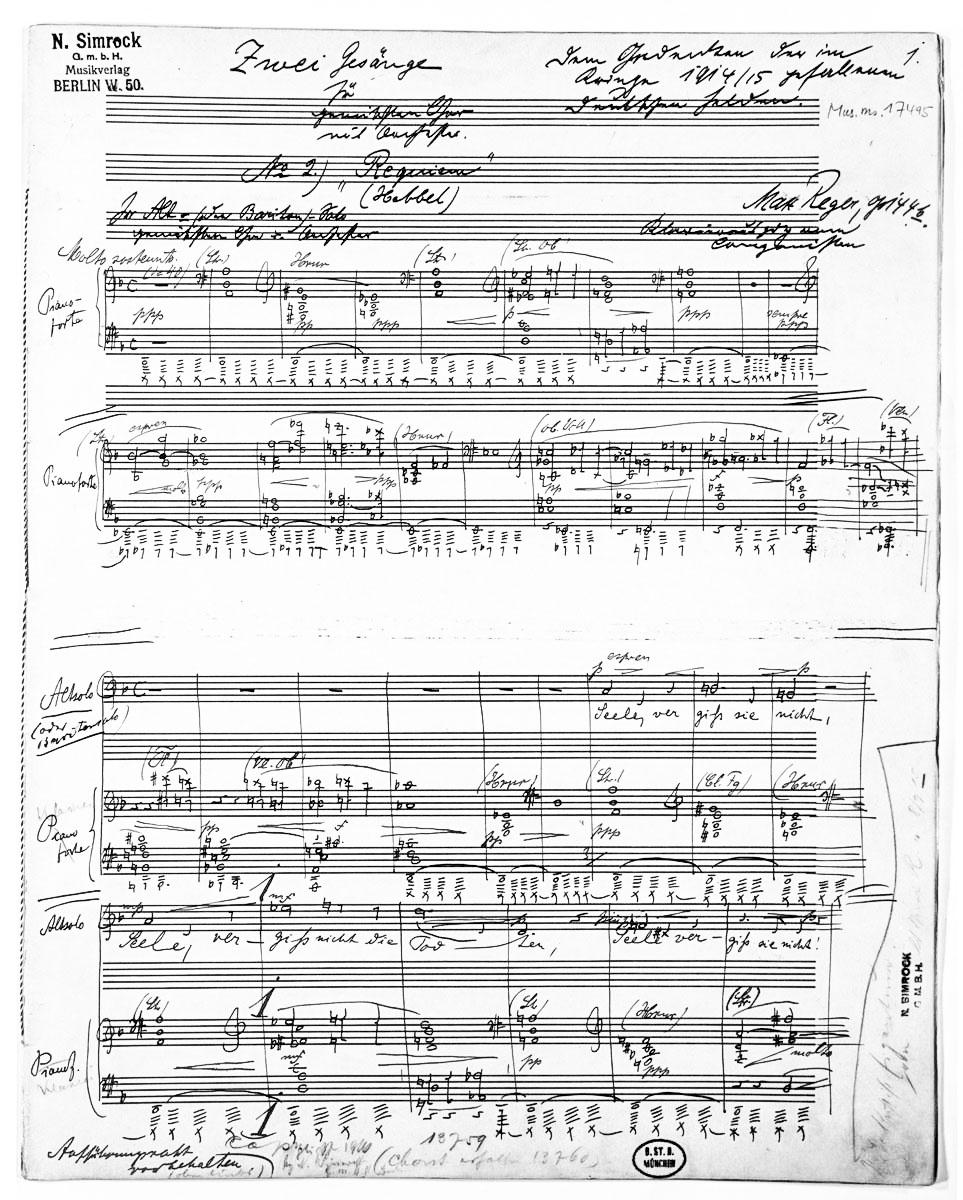
Zwei Gesänge für gemischten Chor mit Orchester, erste Seite von Regers Requiem

## Ereignisse

### Uraufführungen

#### Oper

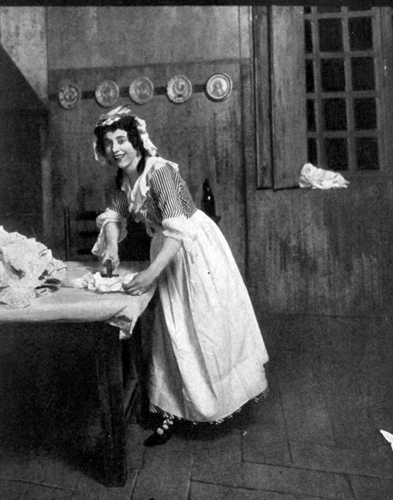
Geraldine Farrar als Catherine Hubscher in Umberto Giordanos Oper Madame Sans-Gêne

- 25. Januar: Die Uraufführung der Oper Madame Sans-Gêne von Umberto Giordano mit einem Libretto von Renato Simoni erfolgt an der Metropolitan Opera in New York.
- 00. Mai: Am Lincoln Theater in New York erfolgt eine erste Aufführung mit Klavierbegleitung der Oper Treemonisha von Scott Joplin.
- 26. September: Die Uraufführung der Oper Mona Lisa von Max von Schillings auf ein Libretto von Beatrice Dovsky findet an der Neuen Hofoper in Stuttgart statt und wird zum größten Erfolg des Komponisten.
- 08. Oktober: Die Uraufführung der Oper Isabella von Ludolf Nielsen findet an der Königlichen Oper in Kopenhagen statt.

#### Operette
- 19. Februar: Die Uraufführung der Operette Botschafterin Leni von Leo Ascher findet am Theater in der Josefstadt in Wien statt.
- 02. Oktober: In Berlin wird die Operette Der künstliche Mensch von Leo Fall uraufgeführt.
- 23. Oktober: Die Uraufführung der Operette Wenn zwei Hochzeit machen von Walter Kollo erfolgt am Berliner Theater in Berlin.
- 17. November: Die Csárdásfürstin von Emmerich Kálmán auf ein Libretto von Leo Stein und Bela Jenbach wird mit großem Erfolg am Johann Strauß-Theater in Wien uraufgeführt. Das Werk wird Kálmáns erfolgreichste Operette.

Weitere Operetten
- Edmund Eysler: Das Zimmer der Pompadour
- Ralph Benatzky: Fräulein Don Juan

#### Instrumentalmusik
- Das Klaviertrio a-moll op. 50 von Maurice Ravel wird im Januar vom Pianisten Alfredo Casella, dem Geiger Gabriel Willaume und dem Cellisten Louis Feuillard in Paris uraufgeführt.
- 28. Oktober: Die Uraufführung der am 8. Februar fertiggestellten sinfonischen Dichtung Eine Alpensinfonie von Richard Strauss findet mit der Dresdner Hofkapelle unter der Leitung des Komponisten in Berlin statt.

### Sonstiges
- 3./4. April: Vor seiner Abfahrt an die russische Front schreibt der deutsche Lehrer Hans Leip die ersten drei Strophen des Liedes Lili Marleen zusammen mit einer heute weitgehend in Vergessenheit geratenen Melodie.
- Juni/Juli: Max Reger komponiert seinen Klavierzyklus Träume am Kamin. Zwölf kleine Stücke, Op. 143.
- Max Reger vertont Friedrich Hebbels Gedicht Requiem. Es ist sein letztes vollendetes Chorwerk.

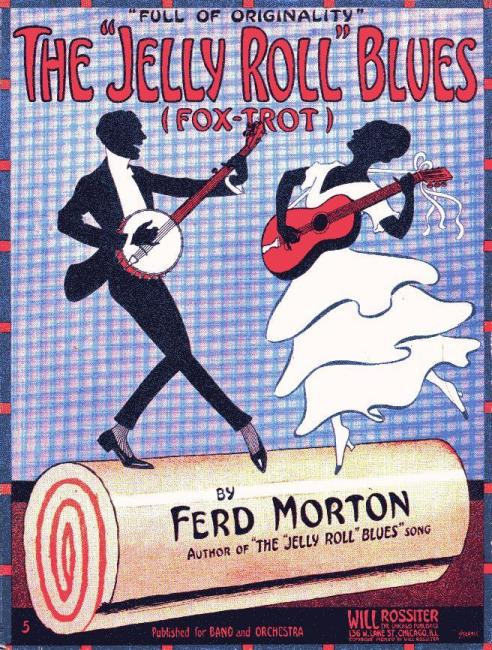
Jelly Roll Morton – Jelly Roll Blues (Notenausgabe 1915)

- Jelly Roll Morton veröffentlicht die erste Jazzkomposition überhaupt, den Jelly Roll Blues.

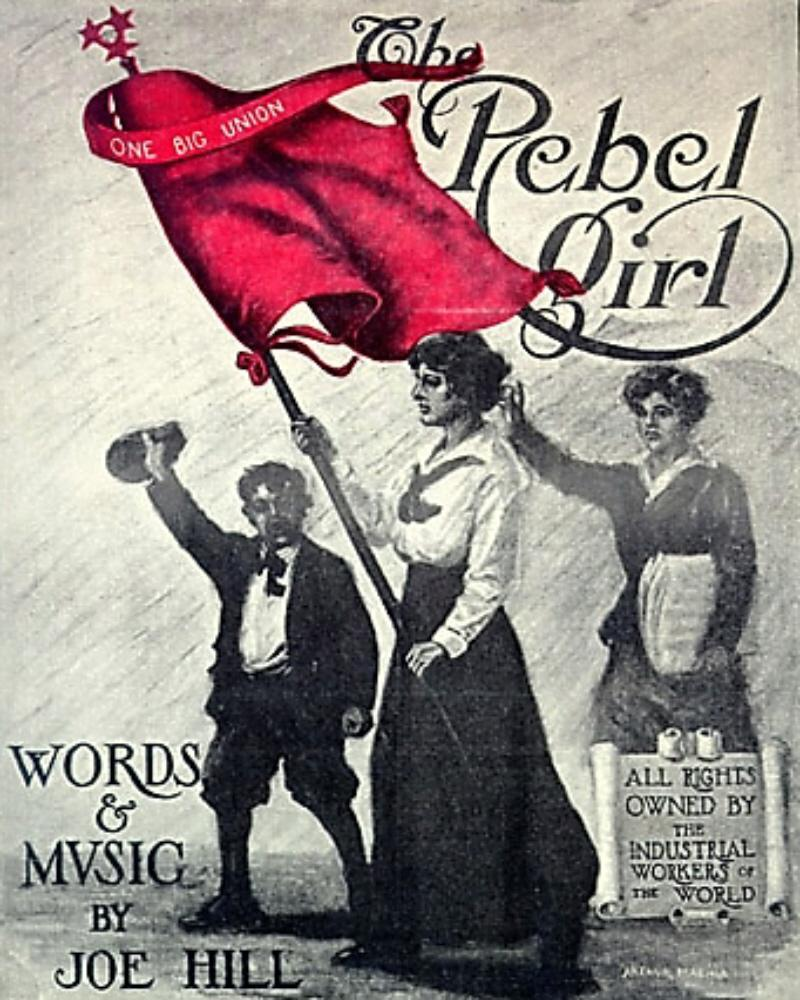
Joe Hill – The Rebel Girl (Notenausgabe 1915)

- Joe Hill veröffentlicht sein bekanntestes Lied The Rebel Girl.

## Geboren

### Januar bis März
- 01. Januar: Hans Tischler, US-amerikanischer Musikwissenschaftler und Komponist österreichischer Herkunft († 2010)
- 03. Januar: Thomas H. Kerr, US-amerikanischer Komponist und Musikpädagoge († 1988)
- 05. Januar: Humberto Teixeira, brasilianischer Musiker und Komponist († 1979)
- 07. Januar: Luciano „Chano“ Pozo y Gonzales, kubanischer Sänger, Tänzer und Percussionist († 1948)
- 11. Januar: Ellen Bosenius, Kölner Sängerin und Hochschulprofessorin für Gesang († 1995)
- 18. Januar: Vassilis Tsitsanis, griechischer Sänger, Komponist und Bouzouki-Virtuose († 1984)

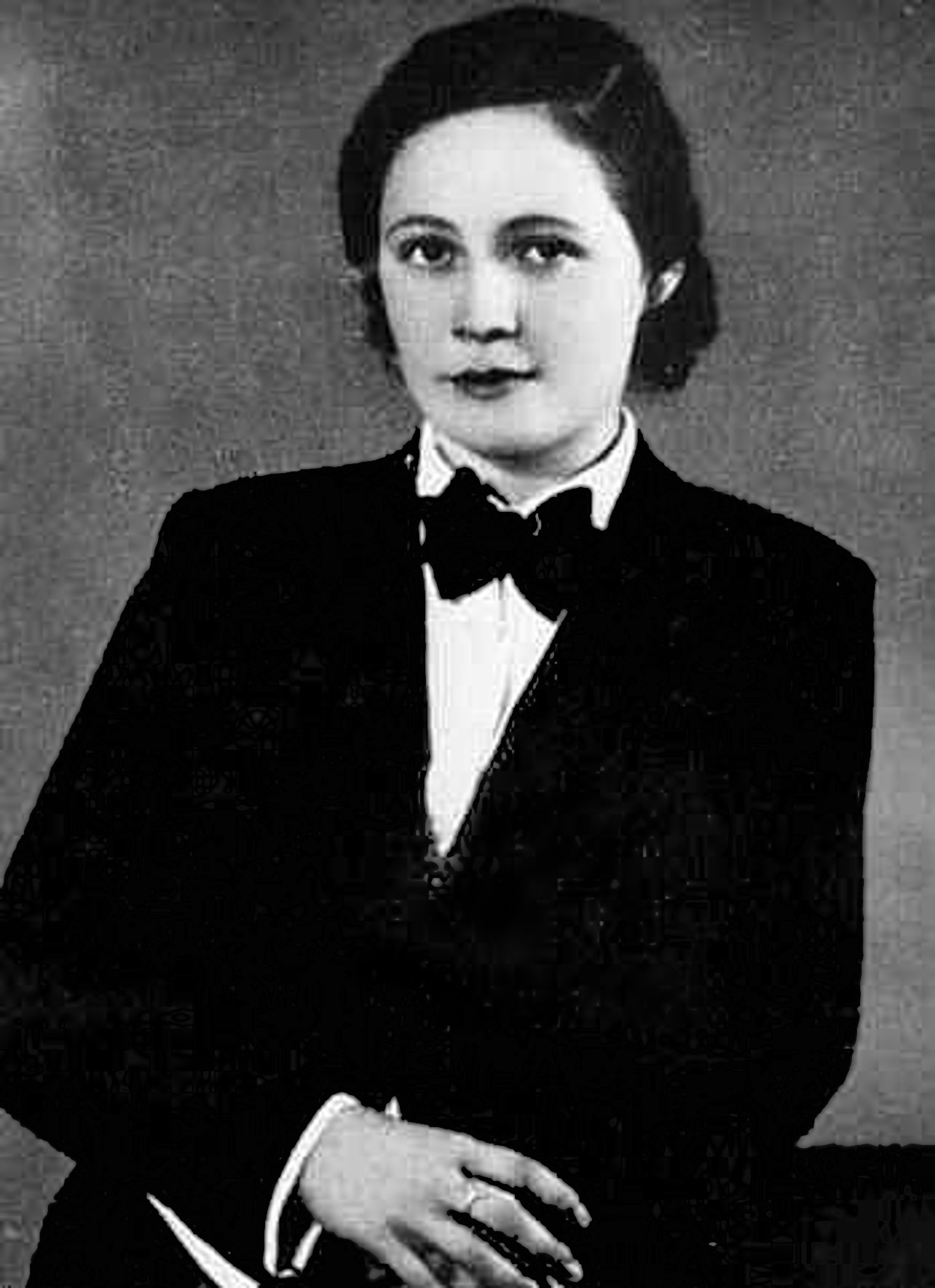
Vítězslava Kaprálová; * 24. Januar

- 24. Januar: Vítězslava Kaprálová, tschechische Komponistin und Dirigentin († 1940)
- 25. Januar: Ewan MacColl, schottischer Autor, Dichter, Schauspieler, Folksänger und Schallplattenproduzent († 1989)
- 31. Januar: Bobby Hackett, US-amerikanischer Jazz-Trompeter, Jazz-Kornettist und Jazz-Gitarrist († 1976)
- 31. Januar: Alan Lomax, US-amerikanischer Folklore- und Musikforscher († 2002)
- 11. Februar: Sten G. Halfvarson, US-amerikanischer Musikpädagoge und Chorleiter († 2003)
- 14. Februar: Karl Friedrich Paul, deutscher Kammersänger († 1969)
- 15. Februar: Abel Ferreira, brasilianischer Komponist, Klarinettist und Saxophonist († 1980)
- 17. Februar: Homer Keller, US-amerikanischer Komponist und Musikpädagoge († 1996)
- 24. Februar: Johnny Miller, US-amerikanischer Jazzmusiker († 1988)
- 28. Februar: Theophane Hytrek, US-amerikanische Komponistin, Kirchenmusikerin und Musikpädagogin († 1992)
- 05. März: Friedrich Meyer, deutscher Komponist, Arrangeur und Bandleader († 1993)
- 06. März: Taranath Rao, indischer Perkussionist († 1991)
- 06. März: Benny de Weille, deutscher Klarinettist, Komponist, Arrangeur und Orchesterleiter († 1977)
- 08. März: Tapio Rautavaara, finnischer Leichtathlet, Musiker und Schauspieler († 1979)
- 12. März: Deborah Bertonoff, russisch-israelische Tänzerin († 2010)
- 14. März: Alexander Brott, kanadischer Komponist, Dirigent, Violinist und Musikpädagoge († 2005)
- 18. März: Lorenz Giovanelli, Schweizer Volksmusiker und Komponist († 1976)
- 20. März: Weniamin Petrowitsch Netschajew, sowjetischer Musiker (Gitarrist) und Filmschauspieler († 1987)
- 20. März: Hanskarl Schade, deutscher Opernsänger († 2009)

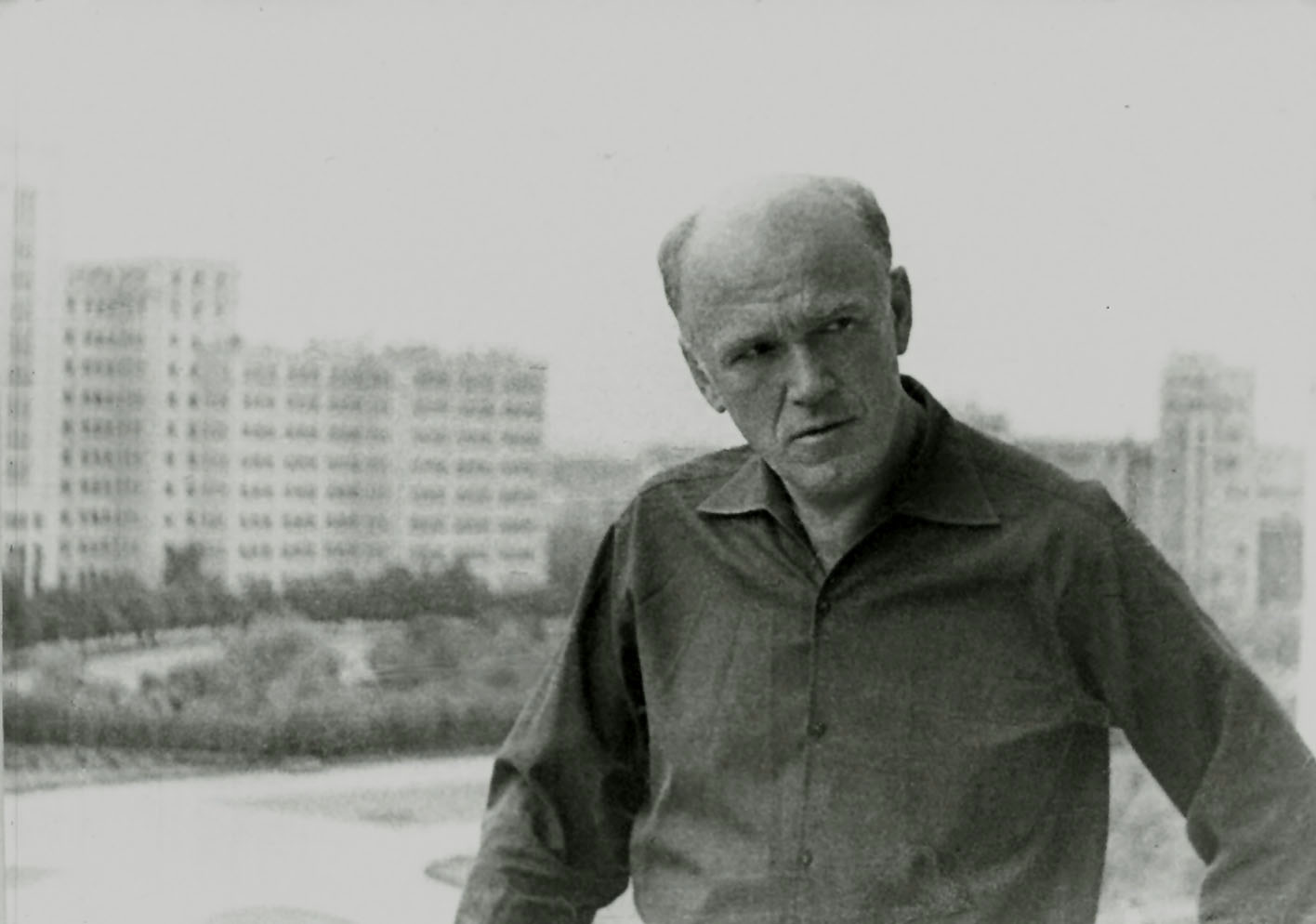
Swjatoslaw Teofilowitsch Richter; * 20. März

- 20. März: Swjatoslaw Teofilowitsch Richter, sowjetischer Pianist († 1997)
- 20. März: Rosetta Tharpe, US-amerikanische Gospel-Sängerin († 1973)
- 21. März: José Benito Barros, kolumbianischer Komponist († 2007)
- 21. März: Willi Schwabe, deutscher Schauspieler, Sänger und Moderator († 1991)
- 25. März: Nunzio Montanari, italienischer Pianist und Komponist († 1993)
- 27. März: Junior Lockwood, US-amerikanischer Blues-Gitarrist († 2006)

### April bis Juni
- 02. April: Gică Petrescu, rumänischer Komponist und Schlagersänger († 2006)
- 03. April: Hans Bertram; deutscher Schallplattenproduzent († 1991)

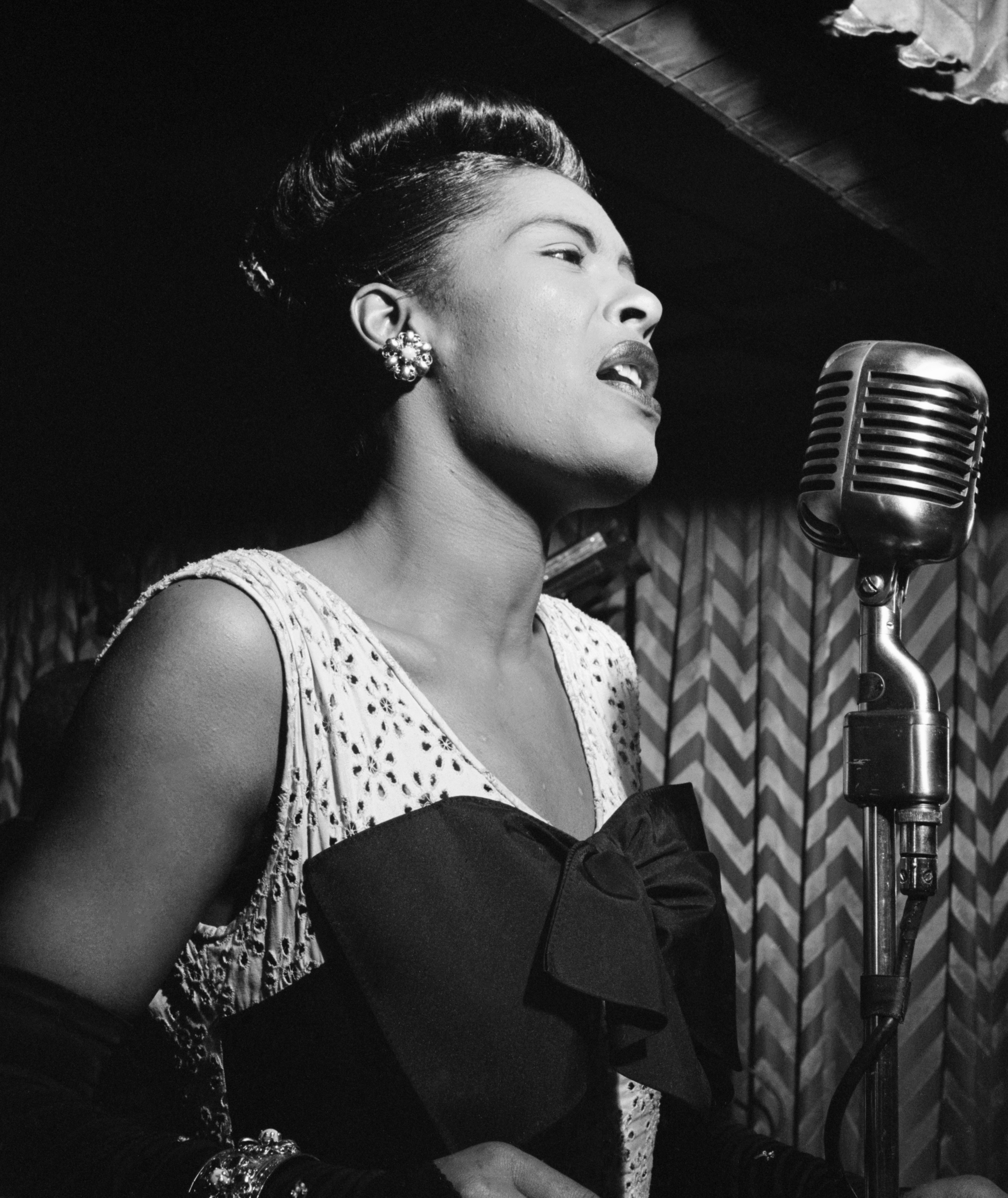
Billie Holiday; * 7. April

- 07. April: Billie Holiday, US-amerikanische Jazzsängerin († 1959)
- 12. April: Hound Dog Taylor, US-amerikanischer Blues-Musiker († 1975)
- 17. April: José Rafael Cisneros, venezolanischer Gitarrist, Komponist und Musikpädagoge († 1995)
- 18. April: Miroslav Venhoda, tschechischer Chordirigent († 1987)
- 20. April: Monique de La Bruchollerie, französische Pianistin († 1973)
- 26. April: Johnny Shines, US-amerikanischer Blues-Gitarrist († 1992)
- 02. Mai: Jan Hanuš, tschechischer Komponist († 2004)
- 03. Mai: Evencio Castellanos, venezolanischer Komponist, Pianist und Musikpädagoge († 1984)
- 15. Mai: Boris Pawlowitsch Karamyschew, russischer Komponist und Dirigent († 2003)
- 18. Mai: Heinz Funk, deutscher Filmkomponist († 2013)
- 27. Mai: Ester Soré, chilenische Sängerin († 1996)
- 28. Mai: Wolfgang Schneiderhan, österreichischer Violinist und Konzertmeister († 2002)
- 29. Mai: Karl Münchinger, deutscher Dirigent († 1990)
- 30. Mai: Bohdan Wessolowskyj, ukrainischer Sänger, Komponist, Akkordeonist († 1971)
- 01. Juni: Johnny Bond, US-amerikanischer Country-Sänger und Songwriter († 1978)
- 02. Juni: Georges Codling, kanadischer Pianist, Organist, Dirigent und Komponist († 2004)
- 02. Juni: Robert Moffat Palmer, US-amerikanischer Komponist und Musikpädagoge († 2010)
- 02. Juni: Josef Metternich, deutscher Opernsänger († 2005)
- 04. Juni: Alan Shulman, US-amerikanischer Komponist und Cellist († 2002)
- 06. Juni: Vincent Persichetti, US-amerikanischer Komponist und Professor († 1987)

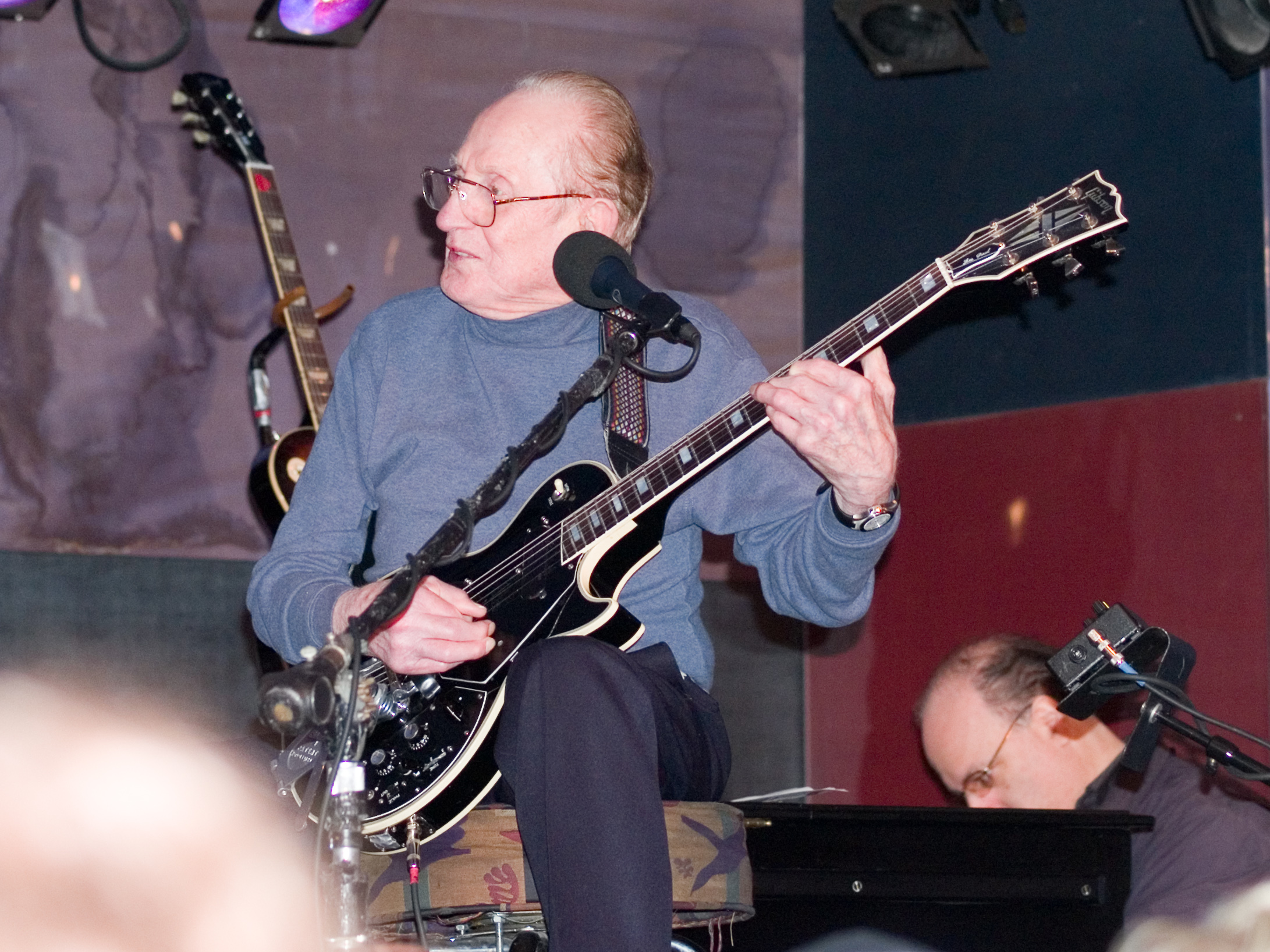
Les Paul; * 9. Juni

- 09. Juni: Les Paul, US-amerikanischer Gitarrist († 2009)
- 11. Juni: Arnold Jacobs, US-amerikanischer Musiker († 1998)
- 18. Juni: Jorge Argentino Fernández, argentinischer Bandoneonist, Bandleader und Tangokomponist († 2002)
- 18. Juni: Robert Lannoy, französischer Komponist († 1979)
- 18. Juni: Joan Trimble, irische Komponistin († 2000)
- 24. Juni: Wastl Fanderl, bayerischer Musiker und Volksliedsammler und -vermittler († 1991)
- 26. Juni: Honorina Silva, brasilianische Pianistin († unbekannt)
- 28. Juni: David Honeyboy Edwards, US-amerikanischer Delta-Blues-Musiker († 2011)
- 28. Juni: Garoto, brasilianischer Musiker, Komponist († 1955)

### Juli bis September

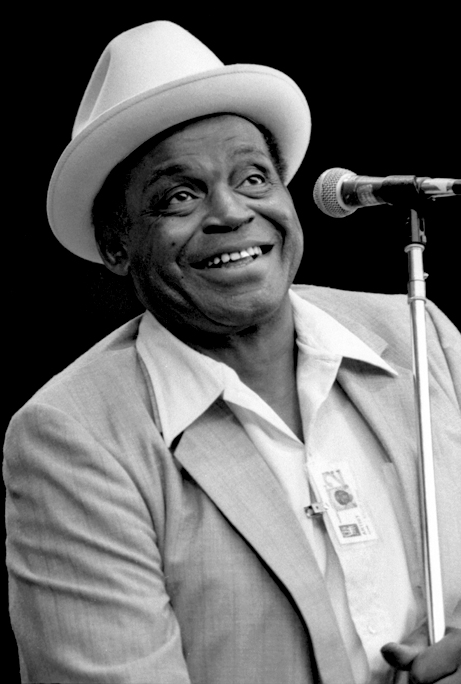
Willie Dixon; * 1. Juli

- 01. Juli: Willie Dixon, US-amerikanischer Bluesmusiker († 1992)
- 01. Juli: Albert Hirsh, US-amerikanischer Pianist und Musikpädagoge († 2003)
- 01. Juli: Annlies Schmidt-de Neveu, deutsche Cellistin und Hochschullehrerin († 2010)
- 09. Juli: David Diamond, US-amerikanischer Komponist († 2005)
- 09. Juli: Joe Liggins, US-amerikanischer Jazz- und Blues-Pianist († 1987)
- 13. Juli: Paul „Hucklebuck“ Williams, US-amerikanischer Blues- und R&B-Saxophonist, Komponist und Bandleader († 2002)
- 15. Juli: Pawel Wassiljewitsch Rudakow, sowjetischer Musiker und Filmschauspieler († 1993)
- 20. Juli: Siegfried Bethmann, deutscher Komponist und Arrangeur († 1993)
- 20. Juli: Enno Dugend, deutscher Komponist († 1980)
- 24. Juli: Juan Lockward, dominikanischer Sänger und Komponist († 2006)

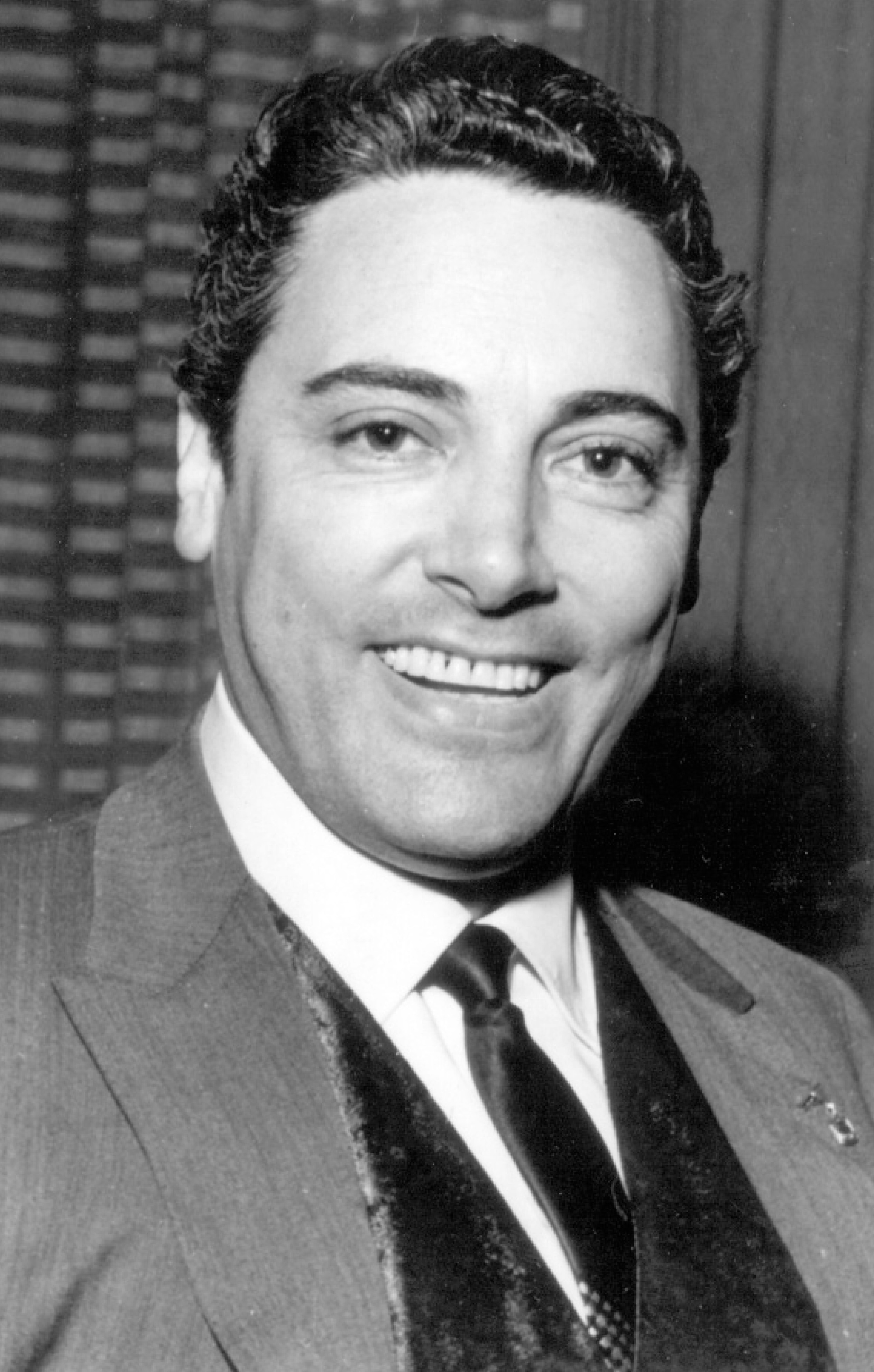
Mario del Monaco; * 27. Juli

- 27. Juli: Mario del Monaco, italienischer Opernsänger (Tenor) († 1982)
- 28. Juli: Helena Dunicz, polnische Musikerin, Autorin, Übersetzerin und Holocaustüberlebende († 2018)
- 03. August: Ejnar Krantz, US-amerikanischer Komponist, Pianist, Organist und Musikpädagoge († 2007)
- 09. August: Haim Alexander, israelischer Komponist († 2012)
- 14. August: Art Drelinger, US-amerikanischer Jazz- und Unterhaltungsmusiker († 2001)
- 15. August: Morey Feld, US-amerikanischer Schlagzeuger des Dixieland, Jazz und Swing († 1971)
- 21. August: Raquel Rastenni, dänische Schlagersängerin († 1998)
- 22. August: Gert Bastian, dänischer Schauspieler und Opernsänger († 1987)
- 22. August: José Antonio Zorrilla, mexikanischer Komponist, Schriftsteller, Drehbuchautor und Regisseur († 1985)
- 24. August: Wynonie Harris, US-amerikanischer Blues-Sänger († 1969)
- 26. August: Gré Brouwenstijn, niederländische Sopranistin († 1999)
- 26. August: Humphrey Searle, englischer Komponist und Schüler von Anton von Webern († 1982)
- 30. August: Mercy Dee Walton, US-amerikanischer Bluespianist, Sänger und Songwriter († 1962)
- 02. September: Hans-Joachim Koellreutter, deutsch-brasilianischer Komponist, Flötist, Dirigent und Musikprofessor († 2005)
- 02. September: Grachan Moncur II, US-amerikanischer Jazzbassist († 1996)
- 03. September: Abel Ehrlich, israelischer Komponist († 2003)
- 03. September: Memphis Slim, US-amerikanischer Bluessänger und -pianist († 1988)
- 04. September: Rudolf Schock, deutscher lyrischer Tenor, Opern-, Lied- und Operettensänger († 1986)
- 05. September: Willy Schobben, niederländischer Jazz- und Unterhaltungsmusiker (Trompete, Komposition) und Orchesterleiter († 2009)
- 12. September: Roberto Arrieta, argentinischer Tangosänger und Komponist († 1978)
- 14. September: Gösta Schwarck, deutsch-dänischer Impresario, Fabrikant und Komponist († 2012)
- 15. September: Meindert Boekel, niederländischer Komponist und Dirigent († 1989)
- 15. September: Al Casey, US-amerikanischer Jazzgitarrist († 2005)
- 20. September: Kurt Graunke, deutscher Orchestergründer, Dirigent und Komponist († 2005)
- 23. September: János Demény, ungarischer Musikwissenschaftler († 1993)

### Oktober bis Dezember
- 01. Oktober: Skeets McDonald, US-amerikanischer Country-Musiker († 1968)
- 01. Oktober: Julius Schulman, US-amerikanischer Violinist († 2000)
- 06. Oktober: Edgardo Martín, kubanischer Komponist († 2004)
- 08. Oktober: Alberto Mancione, argentinischer Bandoneonist, Bandleader und Tangokomponist († 1998)
- 12. Oktober: José Bragato, argentinischer Tangomusiker, Cellist, Pianist, Arrangeur und Komponist († 2017)
- 19. Oktober: Farid el Atrache, syrisch-ägyptischer Sänger, Komponist und Schauspieler († 1974)
- 02. November: Franz Grasberger, österreichischer Musikwissenschaftler († 1981)
- 02. November: Douglas Lilburn, neuseeländischer Komponist († 2001)
- 04. November: Carlos Acuña, argentinischer Tangosänger und -komponist († 1999)
- 06. November: Alexander Wladimirowitsch Sobolew, sowjetischer Dichter, Liedtexter, Schriftsteller und Journalist jüdischer Herkunft († 1986)
- 08. November: Lamberto Gardelli, italienischer Dirigent († 1998)
- 12. November: Sunshine Sue, US-amerikanische Country-Musikerin († 1979)

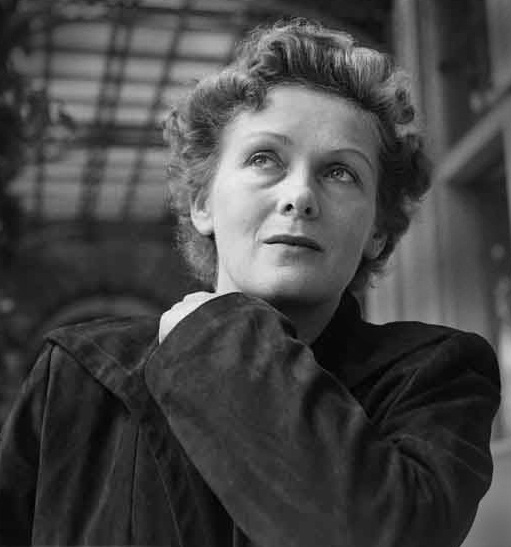
Elisabeth Schwarzkopf; * 9. Dezember

- 15. November: Billo Frómeta, dominikanischer Musiker und Dirigent († 1988)
- 15. November: Magda Gábory, ungarische Opernsängerin († nach 1956)
- 16. November: Alphonse Bois Sec Ardoin, US-amerikanischer Musiker († 2007)
- 26. November: Earl Wild, US-amerikanischer Pianist und Komponist († 2010)
- 29. November: Billy Strayhorn, US-amerikanischer Jazzmusiker († 1967)
- 30. November: Brownie McGhee, US-amerikanischer Blues-Sänger und Gitarrist († 1996)

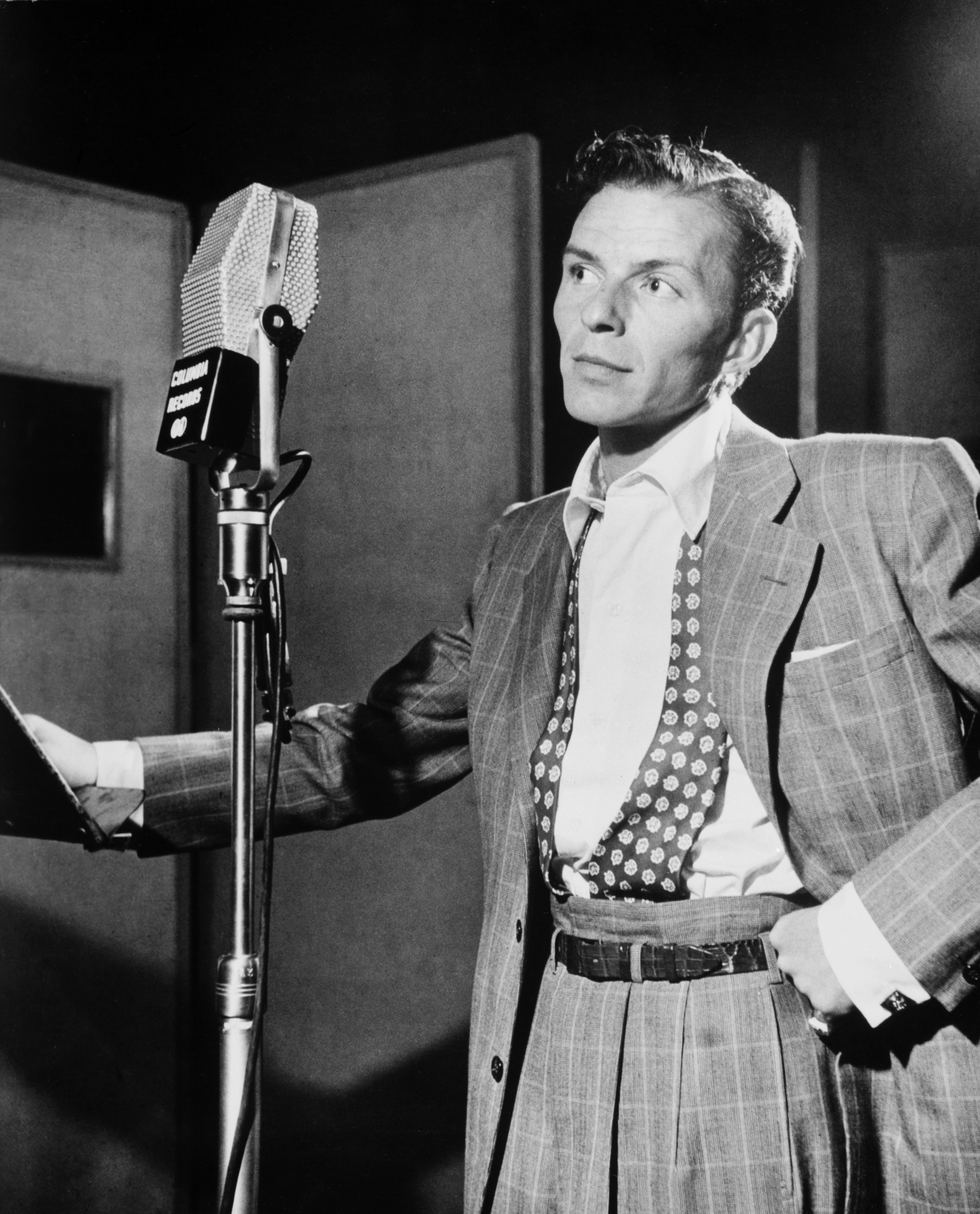
Frank Sinatra; * 12. Dezember

- 02. Dezember: Blanche Moerschel, US-amerikanische Komponistin, Organistin, Pianistin und Musikpädagogin († 2004)
- 02. Dezember: Nico Richter, niederländischer Komponist († 1945)
- 09. Dezember: Artur Beul, Schweizer Liederkomponist († 2010)
- 09. Dezember: Elisabeth Schwarzkopf, deutsche Opern- und Liedsängerin († 2006)
- 12. Dezember: Max Fishman, moldawischer Komponist, Pianist und Pädagoge († 1985)

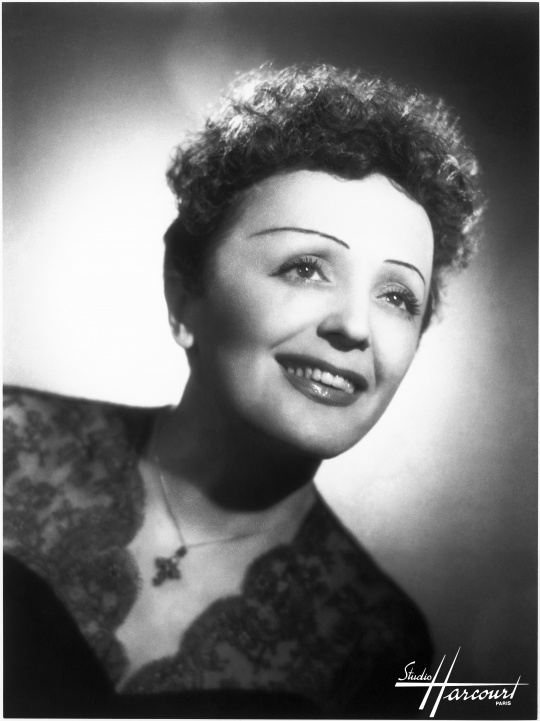
Edith Piaf; * 19. Dezember

- 12. Dezember: Merl Lindsay, US-amerikanischer Country-Musiker († 1965)
- 12. Dezember: Frank Sinatra, US-amerikanischer Schauspieler, Sänger und Entertainer († 1998)
- 14. Dezember: Frantz Casseus, haitianischer Gitarrist und Komponist († 1993)
- 15. Dezember: José Canet, argentinischer Tangogitarrist, Bandleader, Komponist und Textdichter († 1984)
- 16. Dezember: Georgi Wassiljewitsch Swiridow, russischer Komponist († 1998)
- 17. Dezember: André Claveau, französischer Chansonnier († 2003)
- 17. Dezember: Gerard Drieman, niederländischer Komponist Neuer Musik († 1980)
- 19. Dezember: Édith Piaf, französische Chansonsängerin († 1963)
- 24. Dezember: Jean Vallerand, kanadischer Komponist, Musikkritiker und Dirigent († 1994)

### Genaues Geburtsdatum unbekannt
- David Grünfeld, tschechoslowakisch-US-amerikanischer Tenor († 1963)
- Kurt Prestel, deutscher Chordirigent und Musikpädagoge († 1988)
- Julie Stroumsa, griechisches Opfer der Shoah, Mitglied im Mädchenorchester von Auschwitz († 1945)

### Geboren um 1915
- Maurice Chaillou, französischer Jazzmusiker (Schlagzeug) († nach 1950)
- Stuart McKay, US-amerikanischer Jazzmusiker († nach 1955)
- Blind Connie Williams, US-amerikanischer Bluesmusiker († unbekannt)

## Gestorben

### Todesdatum gesichert
- 02. Januar: Karl Goldmark, österreichischer Komponist (* 1830)
- 02. Januar: Bertha Tammelin, schwedische Schauspielerin, Opernsängerin, Komponistin, Musikerin und Theaterpädagogin (* 1836)
- 13. Januar: Gaston Arman de Caillavet, französischer Dramatiker und Librettist (* 1870)
- 22. Januar: Anna Bartlett Warner, US-amerikanische Schriftstellerin, Dichterin und Kirchenlieddichterin (* 1827)
- 24. Januar: Jan Hřímalý, tschechischer Geiger und Musikpädagoge (* 1844)
- 25. Januar: Rudolf Tillmetz, deutscher Flötenvirtuose, Pädagoge und Komponist (* 1847)

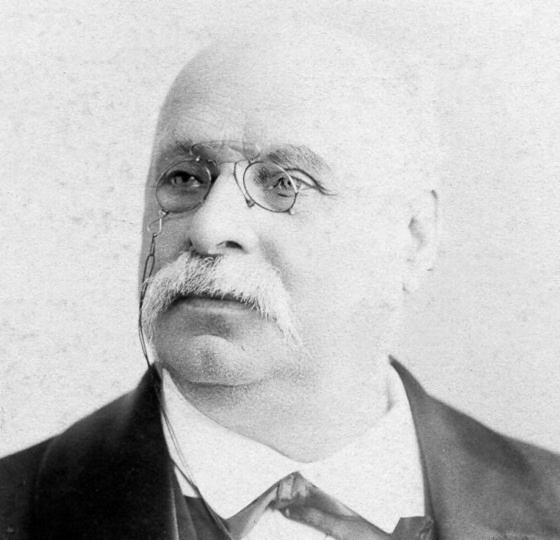
Émile Waldteufel; † 12. Februar

- 12. Februar: Émile Waldteufel, Elsässer Musiker und Komponist (* 1837)
- 27. Februar: Rudolf Berger, deutscher Sänger (* 1874)
- 12. März: Heinrich Schulz-Beuthen, deutscher Komponist (* 1838)
- 01. April: Johann Joseph Abert, tschechischer Komponist (* 1832)
- 21. April: Adèle Hugo, französische Komponistin und Autorin (* 1830)
- 25. April: Nicola D’Arienzo, italienischer Komponist, Musikschriftsteller und Musikpädagoge (* 1842)

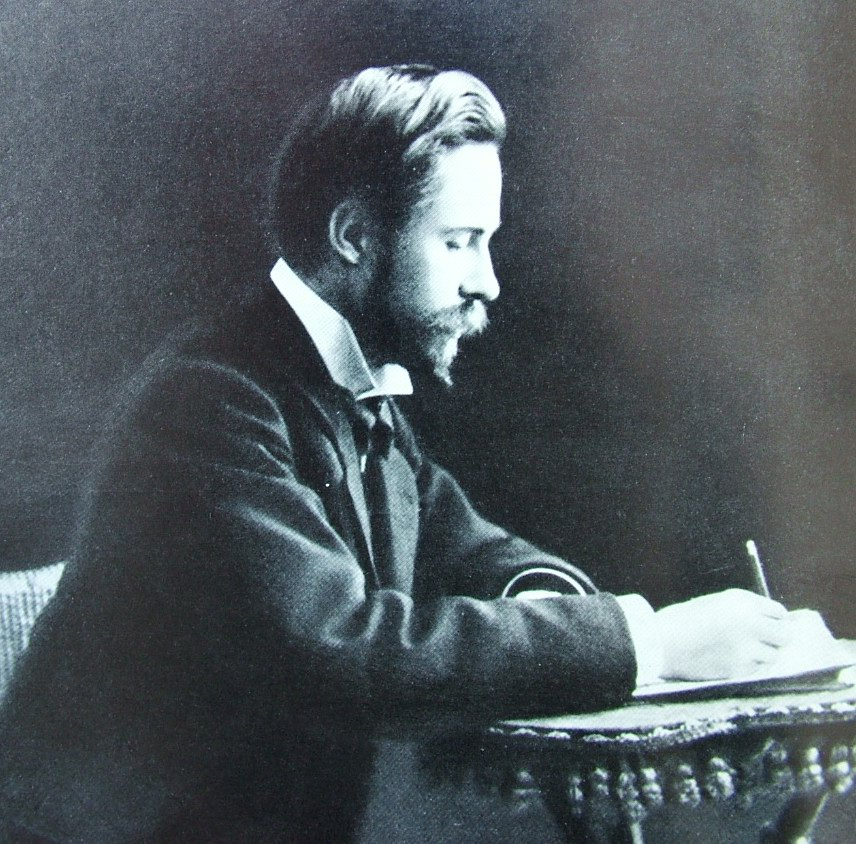
Alexander Skrjabin; † 27. April

- 27. April: Alexander Skrjabin, russischer Pianist und Komponist (* 1872)
- 28. April: Giuseppe Cairati, italienischer Musiker und Dirigent (* 1845)
- 19. Mai: Paula Dürrnberger, österreichische Pianistin und Klavierpädagogin (* 1854)
- 08. Juni: Marie-Rose Astié de Valsayre, französische Geigerin, Komponistin und Feministin (* 1846)
- 10. Juni: Vicente Zurrón, spanischer Pianist und Komponist (* 1871)
- 19. Juni: Sergei Iwanowitsch Tanejew, russischer Komponist (* 1856)
- 25. Juni: Rafael Joseffy, ungarischer Pianist und Musikpädagoge (* 1852)
- 14. Juli: Josef Čapek, tschechischer Komponist (* 1825)
- 27. Juli: Johann Adam Krygell, dänischer Komponist und Organist (* 1835)
- 06. September: Otto Kitzler, deutscher Dirigent und Cellist (* 1834)
- 15. September: Ernest Gagnon, kanadischer Folklorist, Musikpädagoge, Organist, Komponist und Autor (* 1834)

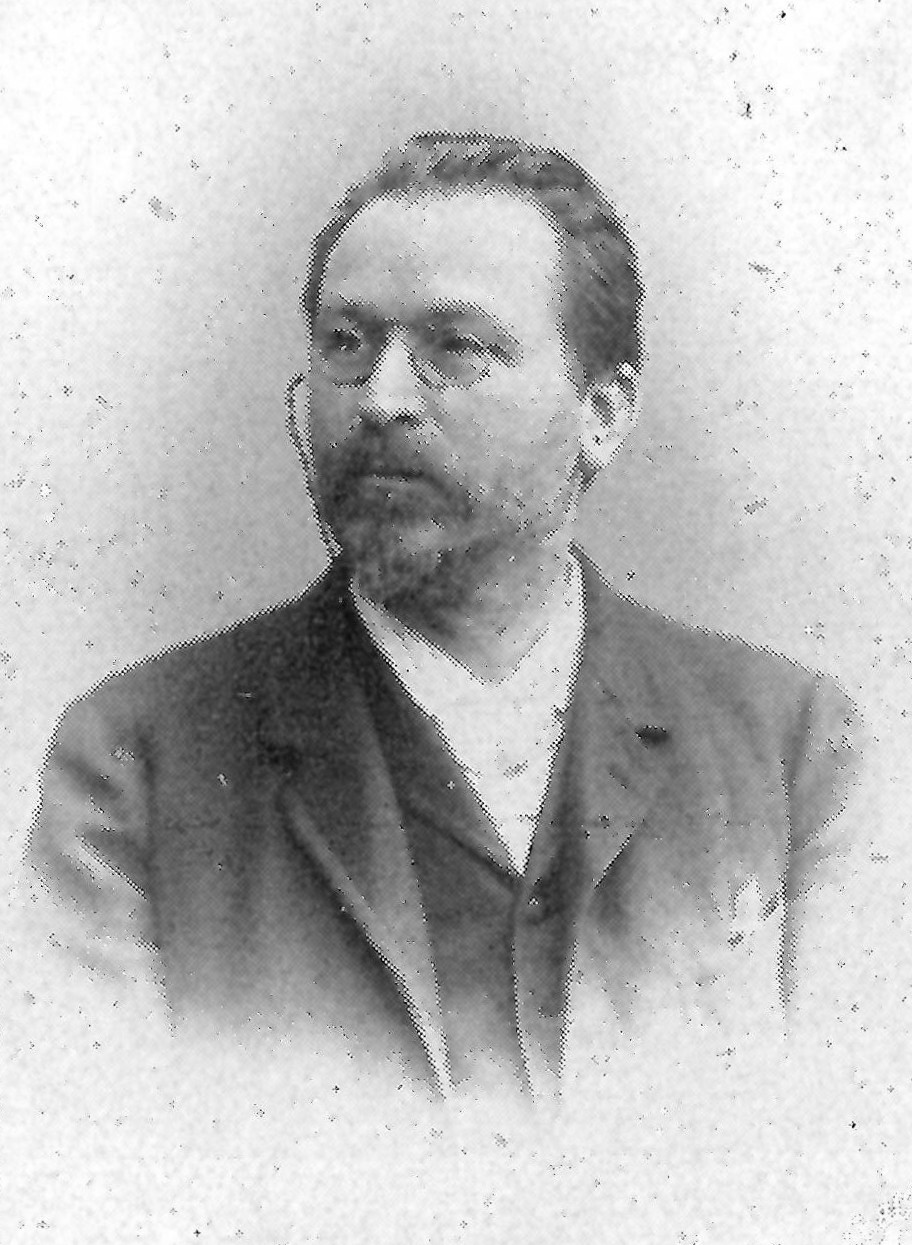
August Bungert; † 26. Oktober

- 29. September: Rudi Stephan, deutscher Komponist (* 1887)
- 29. September: Luther Orlando Emerson, US-amerikanischer Komponist (* 1820)
- 05. Oktober: Otto Malling, dänischer Organist und Komponist (* 1848)
- 07. Oktober: Samuel Prowse Warren, kanadischer Organist und Komponist (* 1841)
- 26. Oktober: August Bungert, deutscher Komponist (* 1845)
- 12. Dezember: Amelia Patti, italienische Opernsängerin (* 1831)
- 24. Dezember: Rudolf Münnich, deutscher Komponist (* 1836)
- 29. Dezember: Baby Franklin Seals, US-amerikanischer Vaudeville-Künstler, Songwriter und Pianist (* unbekannt)

### Genaues Todesdatum unbekannt
- Louis Marie François Andlauer, französischer Organist und Komponist (* 1876)
- Nikolai Semjonowitsch Klenowski, russischer Komponist und Musikpädagoge (* 1857)